# ثكنة فتح الله
ثكنة فتح الله كانت المقر الرئيسي لمنظمة حزب الله وتقع في حي البسطا في بيروت الغربية. في 25 فبراير 1987 تعرضت لهجوم من قبل سوريا ردا على دعم حزب الله للفصائل الفلسطينية في حرب المخيمات ضد حركة أمل التي تدعمها سوريا. أدان حزب الله الهجوم بأنه «مجزرة غير مبررة» ودعا إلى محاكمة القوات السورية المعنية لكنه لم يدعو إلى هجمات انتقامية. بعد ذلك انتقل مقر حزب الله إلى مواقع سرية في الضاحية الجنوبية.